# Казимир Местр
Казимир Местр (на френски: Casimir Maistre) е френски географ, изследовател на Африка.

## Произход и младежки години (1867 – 1889)
Роден е на 24 септември 1867 година във Вилньовет, Франция, четвърто дете в семейството на Жул Местр и Ан-Мари. През 1885 завършва Морското училище и постъпва в търговския флот. За няколко години посещава доста пристанища в света, в т.ч. и устието на река Конго. Започва да изпраща дописки до Френското географско дружество, което се заинтересува от заложбите му. Дружеството го насърчава морално и материално да завърши обучението си в Морската академия и да предприеме изследвания в Африка.

## Експедиционна дейност (1889 – 1895)
През 1889 – 1891 г. предприема първата си експедиция на остров Мадагаскар. Пресича острова от северозапад на югоизток, като изследва природните ресурси и „прокарва“ пътища за по-нататъшното колонизиране на Мадагаскар от Франция.
През 1892 – 1893 г. се изкачва по река Кума (десен приток на Убанги), пресича вододела Конго-Чад и открива течащата на север река Грибинги (ляв приток на Баминги, която е лява съставяща на Шари). Спуска се по нея до устието ѝ, оттам продължава на северозапад и открива река Уам (ляв приток на Шари). Тръгва на запад, пресича река Логоне (ляв приток на Шари) при Лаи (9°24′ с. ш. 16°18′ и. д. / 9.4° с. ш. 16.3° и. д.) и достига до горното течение на река Бенуе (ляв приток на Нигер) при устието на десния ѝ приток река Майо-Кеби. Преминава на югозапад през Йола и от Иби се спуска по Бенуе и Нигер до Атлантическия океан.
Местр сключва няколко договора с местните вождове, които договори спомагат по-късно за безпрепятственото проникване на Франция в тези райони и тяхното колонизиране.
През 1894 г. е удостоен със златен медал от Френското географско дружество за постиженията си в Централна Африка, а следващата година издава основния си труд посветен на проведената експедиция: „A travers l'Afrique Centrale“, Paris, 1895 (в превод „През Централна Африка“), като е приложена и съставената от него, на основата на топографските му измервания, детайлна карта в мащаб 1:320 000.

## Следващи години (1895 – 1957)
След завръщането си от Африка Местр повече не се занимава с изследователска дейност. По молба на баща си се включва в управлението на семейната фабрика, която съществува повече от век. По това време се жени, а след смъртта на баща си става директор на фабриката.
Умира на 20 септември 1957 година в Монпелие на 89-годишна възраст.